# 통영 안정사 대웅전
통영 안정사 대웅전(統營 安精寺 大雄殿)은 대한민국 경상남도 통영시 광도면 안정리, 안정사에 있는 조선시대의 건축물이다.
1974년 2월 16일 경상남도의 유형문화재 제80호 안정사 대웅전으로 지정되었다가, 2018년 12월 20일 현재의 명칭으로 변경되었다.

## 개요
벽방산 기슭에 위치한 안정사는 신라 무열왕 1년(654)에 원효대사가 처음 지었다고 한다. 임진왜란으로 불타 없어진 것을 조선 영조 27년(1751)에 다시 지었고, 대웅전도 이 때에 다시 지은 것이다. 그 후 여러 차례의 수리를 거쳐 오늘에 이르고 있다.
안정사 대웅전은 앞면 3칸·옆면 3칸의 규모로, 지붕 옆면이 여덟 팔(八)자 모양인 화려한 팔작지붕집이다. 지붕을 받치면서 장식을 겸하는 공포가 기둥 위와 기둥 사이에도 있는 다포식 건물이며, 기둥 사이에는 각각 2구의 포를 배치하였다. 단청으로 채색한 화려한 공포는 일반적인 다포계 후기의 경향을 잘 나타내고 있다. 내부에는 고려 공민왕 7년(1358)에 조성한 삼존불이 모셔져 있다.
안정사 대웅전은 조선시대의 전형적인 법당건물이다.

## 현지 안내문
안정사는 654년(신라 태종무열왕 원년)에 원효대사가 창건한 절이다. 안정사 대웅전은 처음 창건 이후 여러 차례의 중수를 거쳤는데, 지금의 건물은 1751년(영조 27년)에 중건된 것이다.
대웅전은 인근 다른 사찰 건물에서 볼 수 없을 만큼 웅장하고 화려하다. 다포계 팔작 지붕의 건물로서 정면과 측면 모두 3칸이지만, 정면의 기둥 간격을 넓혀 건물의 중심성을 강조하였다. 지름이 80cm나 되는 우람한 기둥과 다채로운 장식은 건물의 웅장함과 화려함을 더해주고 있다. 특히 덧서까래를 대어 지붕을 처리하였는데, 이 덕택에 처마 곡선은 마치 날개를 활짝 편 한마리의 학처럼 유연하고 아름답다. 내부에는 중앙에 석가모니불을 봉안하고, 좌우에 문수와 보현 두 보살을 안치했다. 이들 세 불상은 1358년(공민왕 7년)에 조성된 것이라 한다. 이 건물은 조선 후기 다포계 팔작집의 형태를 완벽하게 유지하고 있어 조선 후기 건축사 연구에서 중요한 가치를 지닌다.

## 같이 보기
- 안정사

## 참고 자료
- 통영 안정사 대웅전 - 국가유산청 국가유산포털